# Nápoly IV. kerülete
Nápoly IV. kerületét a következő városnegyedek alkotják:

## San Lorenzo
San Lorenzo Nápoly óvárosának keleti felét foglalja magába, a San Lorenzo Maggiore bazilika környékét. Fő közlekedési útvonala a Via Duomo. Főbb látnivalói a nápolyi dóm és a Castel Capuano.

## Vicaria
Vicaria Nápoly egyik kerülete a San Lorenzo negyedtől keletre. Magába foglalja a Piazza Garibaldi és a Piazza Carlo III közötti területet valamint a Centro Direzionaleval határos lakónegyedet. 

## Poggioreale-Zona Industriale
Poggioreale-Zona Industriale Nápoly egyik negyede a város keleti részén. Ide tartozik a főpályaudvar, valamint Nápoly új kereskedelmi központja a Centro Direzionale. A második világháborúban súlyos pusztításokat szenvedett, miután itt tömörült a város iparának nagy része.

## Külső hivatkozások
- http://www.comune.napoli.it